# Limor Fried
Limor Fried és una enginyera elèctrica estatunidenca i propietària de la companyia d'electrònics Adafruit Industries. És influent en la comunitat de maquinari lliure, va participar en la Primera Reunió de Maquinari Lliure i a la redacció de la definició de maquinari lliure. És coneguda pel seu usuari ladyada, un homenatge a Ada Lovelace.

## Carrera i reconeixement
Fried va estudiar a l'Institut Tecnològic de Massachusetts (MIT) i va aconseguir un Bachelor of Science en informàtica i enginyeria elèctriques el 2003 i un màster en enginyeria el 2005. Com a part de la seva qualificació va crear un projecte anomenat Social Defense Mechanisms: Tools for Reclaiming Our Personal Space. Seguint el concepte de disseny crític, va realitzar prototips de lents que s'enfosqueixen davant d'un televisor, i un RF jammer de baix poder que impedeix que els telèfons cel·lulars operin a l'espai personal d'un usuari.
Fried va ser membre d'Eyebeam del 2005 al 2006.
El 2005 va fundar el que seria Adafruit Industries, primer a la seva habitació de l'MIT i després a Nova York. La companyia dissenya i ven kits electrònics, components i eines, principalment per al mercat dels entreteniments. Cap al 2010 la companyia tenia vuit empleats i havia facturat més de tres milions de dòlars en productes. La missió de la companyia, a més, promociona l'STEM i la cultura maker.
El 2009 va rebre el Pioneer Award de l'Electronic Frontier Foundation per la seva participació en la comunitat del maquinari i programari lliure. El 2011, la revista Fast Company li va atorgar el Premi a la dona més influent a la tecnologia, i va ser la primera dona enginyera a aparèixer a la portada de la revista Wired. En una entrevista amb CNET, Fried va afirmar: "Si hi ha una cosa que m'agradaria veure, seria que alguns nens es diguessin a si mateixos 'jo, això, ho puc fer' i que comencessin el viatge per ser enginyers i emprenedors". Fried també va ser nomenada emprenedora de l'any el 2012 per la revista Entrepreneur; l'única dona d'un total de 15 finalistes.

## Projecte Open Kinect
En resposta al llançament de Kinect per Xbox 360 el 2010, Fried, juntament amb Phillip Torrone, va organitzar un desafiament per crear un controlador de codi obert de 1000 dòlars. Després que Microsoft denunciés que el repte era una modificació del seu producte, Adafruit va augmentar el premi a 2.000 dòlars i després a 3.000. Això va incitar una resposta d'un portaveu de la companyia Microsoft després dels avenços en el desenvolupament de controladors de codi obert. Al final, Microsoft va retirar la denúncia.